# گریتلتون
گریتلتون (به انگلیسی: Grittleton) یک روستا و محله مدنی در بریتانیا است که در ویلتشر واقع شده‌است. گریتلتون ۵۳۹ نفر جمعیت دارد.